# Спормаджоре
Спормаджоре (італ. Spormaggiore, вен. Spormajore) — муніципалітет в Італії, у регіоні Трентіно-Альто-Адідже,  провінція Тренто.
Спормаджоре розташоване на відстані близько 500 км на північ від Рима, 18 км на північ від Тренто.
Населення — 1281 особа (2014).

## Демографія
Населення за роками:

Станом на 1 січня 2023 року в муніципалітеті офіційно проживало 117 іноземців з 22 країн, серед них 48 громадян країн Євросоюзу та 4 громадяни України.

## Сусідні муніципалітети
- Камподенно
- Каведаго
- Фай-делла-Паганелла
- Меццоломбардо
- Мольвено
- Спорміноре
- Тон
- Туенно